# Arthur Lowe

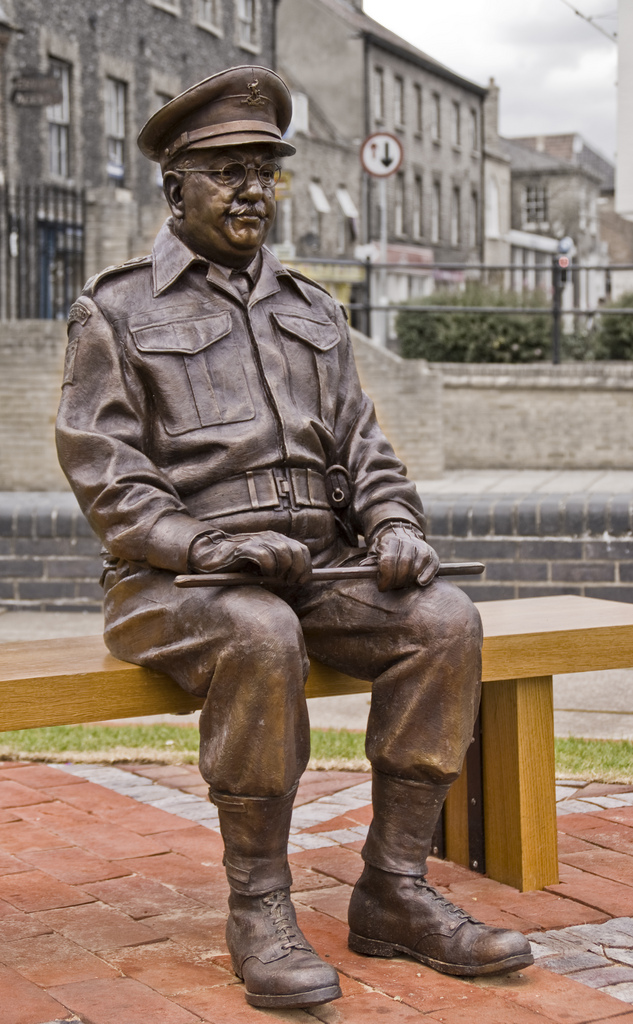
Arthur Lowe als Captain George Mainwaring (Statue in Thetford, England)

Arthur Lowe (* 22. September 1915 in Hayfield, Derbyshire, England; † 15. April 1982 in Birmingham, England) war ein britischer Film- und Theaterschauspieler. Er stieg in erster Linie durch seine Rolle als Captain George Mainwaring in der britischen Sitcom Dad’s Army, die er über neun Jahre verkörperte, zu einer nationalen Größe auf.
Für seine Darbietung in der Komödie Der Erfolgreiche (O Lucky Man!) zeichnete die britische Society of Film and Television Arts (später BAFTA) Lowe im Jahre 1973 mit dem Preis für den besten Nebendarsteller aus.

## Leben

### Jugend und Kriegseinsatz
Arthur Lowe wurde am 22. September 1915 als einziger Sohn von Arthur Lowe Sr., einem Eisenbahnmitarbeiter, und Mary Annie Lowe, geborene Ford, im britischen Hayfield geboren. Er wuchs in Manchester auf und besuchte die dortige Chapel Street Junior School. Lowes frühe Pläne, sich bei der Handelsmarine einzuschreiben, scheiterten an seiner eingeschränkten Sehkraft. Er arbeitete stattdessen in kleineren Läden und Fabriken, schließlich in einer Flugzeugfabrik.
Mit Ausbruch des Zweiten Weltkriegs schloss er sich der British Army an und diente als Funktechniker bis in den Rang eines Sergeant Major. Mit der Duke of Lancaster’s Own Yeomanry wurde er in Palästina und Alexandria eingesetzt. Dort inszenierte Lowe als Teil einer Schauspielgruppe Theateraufführungen zur Unterhaltung der anderen Soldaten. Erste Erfahrungen mit dem Theater hatte er bereits vor Kriegsbeginn als Bühnenarbeiter im Manchester Palace of Varieties gemacht. Er erheiterte sein Publikum unter anderem mit Imitationen Vorgesetzter und der selbstgeschaffenen Figur des deutschen Offiziers Colonel von Kramm.

### Anfänge in Theater und Fernsehen
Nach Kriegsende wollte Lowe diesen eingeschlagenen Weg fortsetzen. Obwohl seine Eltern diese Begeisterung nicht teilten, arrangierte Arthur Lowe Sr., der durch seine Arbeit Kontakte zu reisenden Schauspielgruppen geschlossen hatte, im Januar 1946 ein Treffen mit Frank H. Fortescue am Hulme Hippodrome in Manchester. Lowe schloss sich einer Theaterschauspielgruppe an und hatte seinen ersten professionellen Auftritt in Terence Rattigans Flare Path auf der Bühne des Hulme Hippodrome.
Lowe begann schon bald eine Affäre mit seiner verheirateten Schauspielkollegin Joan Cooper, die 1946 die Hauptrolle in seinem ersten Engagement gespielt hatte. Nach einem Geständnis Coopers Ehemann gegenüber willigte dieser in die Scheidung ein. Lowe und Cooper heirateten 1948 und führten eine durchwachsene, aber größtenteils glückliche Ehe bis zu Lowes Tod. Ihr einziger gemeinsamer Sohn Stephen wurde 1953 geboren. Er veröffentlichte im Jahre 1996 unter dem Titel Arthur Lowe – A Life die Biografie seines Vaters.
Ein Umzug nach London förderte Lowes Karriere. Mit Stücken wie Call Me Madam, Pal Joey und The Pajama Game verdiente er sich in den Folgejahren einen Ruf als Charakterdarsteller im Londoner West End. Schon im Alter von 30 Jahren neigte der nur 1,63-Meter-große Lowe vorzeitig zur Glatze.
Gegen Ende der 1940er/Anfang der 1950er Jahre wirkte Lowe mit zunehmender Intensität in verschiedenen Filmen und Fernsehproduktionen der BBC mit. Sidney Gilliats Drama London Belongs to Me von 1948 war sein erster Film, erwähnt ihn jedoch nicht im Abspann. Erstmals wird er 1949 in Robert Hamers Adel verpflichtet (Kind Hearts and Coronets mit Alec Guinness) namentlich genannt. Im Laufe der 1950er Jahre spielte er unter anderem in den Filmen To Live in Peace (1951), Reluctant Bride (1955) und Der grüne Mann (The Green Man, 1956) sowie der sechsteiligen Miniserie The Three Musketeers (engl.: Die drei Musketiere, 1954) mit.

### Coronation Street
Im Jahre 1960 bekam Lowe, der sich selbst zu dieser Zeit als einen adequately paid supporting player („angemessen bezahlten Nebendarsteller“) bezeichnete, eine Rolle in der Fernsehserie Coronation Street, die zunächst auf drei Episoden ausgelegt war. Letztendlich spielte Lowe den Laienprediger Leonard Swindley trotz der Angst, er würde fortan mit dieser Rolle identifiziert, über fünf Jahre hinweg. Seine Darstellung erfreute sich einer so großen nationalen Popularität, dass Lowe die Figur nach dem Ende der Serie im Jahre 1965 noch in zwei Spin-offs, Pardon the Expression und Turn Out the Lights, verkörperte. Mochte er Swindley zunächst sehr, war er der Rolle nach acht Jahren überdrüssig geworden: For eight years it was like living with a Siamese twin. There seemed to be no escape from Swindley. Sometimes I loathed him. („Es war, als hätte ich acht Jahre lang mit einem Siamesischen Zwilling gelebt. Es schien, als könnte ich Swindley nicht entkommen. Manchmal verabscheute ich ihn.“).
Um sich nicht von der Serie vereinnahmen zu lassen, verbrachte Lowe nur sechs Monate im Jahr mit der Arbeit an Coronation Street und widmete sich in der verbleibenden Zeit anderen Projekten. So trat er weiterhin in Theatern im Londoner West End auf, unter anderem mit John Osbournes Inadmissible Evidence im Royal Court Theatre und in The Tempest im National Theatre.
Lowe offenbarte nie viel über sein Privatleben. Seine Ehefrau Joan, seit der Geburt des gemeinsamen Sohnes nicht mehr berufstätig, litt aufgrund der räumlichen Trennung unter Depressionen. In der vielbeschäftigten Zeit um das Jahr 1970 verbrachten die beiden ihre gemeinsame Freizeit vorwiegend mit der Restauration einer viktorianischen Jacht. Das Ehepaar hatte die Amazon 1968 als „Therapiemittel“ gegen Depressionen gekauft und versuchte sie mithilfe von Original-Plänen des National Maritime Museum in Greenwich wieder instand zu setzen. Lowe bezeichnete das Schiff als seinen Rückzugsort, den andere in einem Landhaus hätten; er zöge die offene See vor. Er mochte es nicht, mit seinen Figuren identifiziert oder gar in der Öffentlichkeit und Presse mit deren Namen betitelt zu werden. 1970 äußerte er sich gegenüber der Radio Times: An actor is an actor is an actor. The less personality an actor has off stage the better. A blank canvas on which to draw the characters he plays. („Ein Schauspieler ist ein Schauspieler ist ein Schauspieler. Je weniger Persönlichkeit ein Schauspieler hinter der Bühne hat, desto besser. Eine weiße Leinwand, um darauf die Charaktere zu malen, die er spielt.“) Lowe war stets ein aktiver Unterstützer der British Conservative Party.

### Dad’s Army
Zunächst nur dritte Wahl wurde Lowe 1968 auf die Rolle des unbeholfenen Captain George Mainwaring in der Sitcom Dad’s Army besetzt. Die von Jimmy Perry und David Croft geschriebene Serie handelt von der British Home Guard während des Zweiten Weltkriegs. Sie wurde in einer Umfrage der BBC aus dem Jahre 2004 auf Platz 4 der 100 besten britischen Sitcoms gewählt. Seine weitaus populärste und mit der Zeit auf ihn zugeschriebene Rolle verkörperte Lowe in neun Staffeln (1968–1977), einem Kinofilm (1971), einer Rundfunkserie (1973–1975) sowie einer Bühnenshow (1975). Die Kritiken bescheinigten ihm eine einprägsame Erscheinung und hohes komödiantisches Timing. In dieser Zeit schaffte es der Schauspieler auch, das reduzierte Image, das ihm die Figur Swindleys aufgebürdet hatte, abzulegen. Während der Dreharbeiten zu Dads Army verglich Lowe beide Charaktere: After two years in Dad’s Army, I think I can safely say that Swindley is dead. May he rest in peace. Mainwaring is not the same sort of character at all. People do not find it so easy to identify themselves with him. Perhaps he is not as real as old Swindley. („Nach zwei Jahren in Dad’s Army kann ich mit Sicherheit sagen, dass Swindley tot ist. Möge er in Frieden ruhen. Mainwaring ist insgesamt eine ganz andere Sorte von Charakter. Die Leute können sich selbst nicht so leicht mit ihm identifizieren. Vielleicht wirkt er nicht genauso realitätsnah wie Swindley.“). Mainwaring sei viel mehr eine Witzfigur, eine Karikatur aus einer Zeit, die fast vier Dekaden zurückliegt.
Weitere Comedyserien, in denen Arthur Lowe während und nach dem Ende von Dad’s Army mitspielte, waren weniger erfolgreich, wodurch Captain Mainwaring der Höhepunkt seiner Fernsehlaufbahn blieb. Unter anderem war er im Laufe der 1970er Jahre in den Serien Doctor at Large (1971), The Last of the Baskets (1971–1972), Bless Me, Father (1978–1981) und Potter (1979–1980) sowie diversen Reklamespots zu sehen.
Unter Lowes Kinofilmen werden jene in Zusammenarbeit mit dem Regisseur Lindsay Anderson als seine besten angesehen: This Sporting Life (1963), The White Bus (1967), If… (1968) und Der Erfolgreiche (O Lucky Man!, 1973). Für seine Darstellung mehrerer Nebencharaktere in letzterem wurde Lowe 1973 mit dem Society of Film and Television Arts Award ausgezeichnet.
Das Theater blieb jedoch immer seine größte Leidenschaft. 1979 sagte er in einem Interview: Personally I like to mix all three each year – films, TV and stage. I do a summer season in theatre every year. I count it as my holiday, I enjoy it so much. („Ich persönlich mag es, alle drei zu mischen jedes Jahr – Filme, Fernsehen und Bühne. Ich verbringe jedes Jahr den Sommer am Theater. Das werte ich als meine Ferien, ich genieße es so sehr.“) Da Joan Lowe der Wiedereinstieg ins Schauspielleben sehr schwergefallen war und sie lange Zeit unter Alkoholsucht litt, wählte ihr Ehemann seine Theaterengagements so, dass auch seine Joan eine Rolle bekam. Er lehnte aus diesem Grund sogar prestigeträchtige Rollen ab.
Neben seiner schauspielerischen Tätigkeit nahm Lowe auch einige Singles für die Plattenfirmen Spiral und Columbia Records auf. Der wohl bekannteste Titel seiner nur mäßig erfolgreichen Musikerkarriere ist das Dad’s-Army-Titellied Who Do You Think You’re Kidding, Mr Hitler?

### Letzte Jahre
1979, mittlerweile im Alter von 64 Jahren, synchronisierte er die Figur des Herrn Biber im Trickfilm Der König von Narnia (The Lion, The Witch and the Wardrobe) nach C. S. Lewis. Im gleichen Jahr war er mit Ian Carmichael und Angela Lansbury in Tödliche Botschaft (The Lady Vanishes) zu sehen. Eine seiner letzten Rollen spielte Lowe 1982 in der schwarzen Komödie Britannia Hospital, wieder unter der Regie von Lindsay Anderson. Dieser und auch sein letzter Auftritt als Hauptdarsteller in der Sitcom A J Wentworth, BA wurden erst posthum veröffentlicht.
Lowe war bereits seit einigen Jahren in schlechtem Gesundheitszustand und an Narkolepsie erkrankt. Am 14. April 1982, im Alter von 66 Jahren, war er als Gast des Mittagsmagazins Pebble Mill at One letztmals live im Fernsehen zu sehen. In der Garderobe des Alexandra Theatres in Birmingham erlitt er vor der abendlichen Aufführung des Stücks Home at Seven einen Schlaganfall und verstarb in den Morgenstunden des folgenden Tages im Krankenhaus.
Seine Asche wurde im Areal DL1 des Sutton Coldfield Crematorium in Warwickshire verstreut. Bei seiner Beisetzung waren nur wenige Personen zugegen, selbst Joan Lowe war zu diesem Zeitpunkt in Belfast, um keine Aufführung von Home at Seven zu verpassen. Im Mai 1982 fand in der Londoner Kirche St. Martin-in-the-Fields eine Gedenkfeier in Anwesenheit von Familie, Freunden und früheren Kollegen statt.

## Andenken

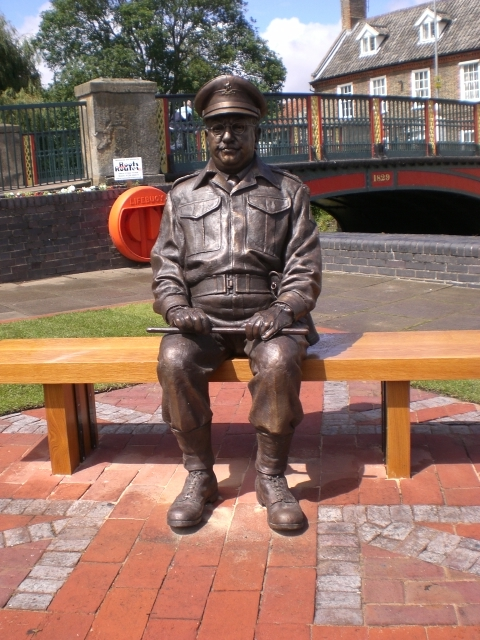
Arthur Lowe als Captain George Mainwaring (Statue in Thetford, England)

Im Dezember 2007 wurden Pläne für eine Statue Arthur Lowes zu Ehren veröffentlicht. Die lebensgroße Bronzeskulptur, die Lowe in seiner Rolle als Captain George Mainwaring zeigt, wurde am 19. Juni 2010 von den Dad’s-Army-Autoren Jimmy Perry and David Croft im englischen Thetford enthüllt. Dort waren die meisten Außenaufnahmen der Serie gemacht worden. Finanziert wurde das Abbild vom ortsansässigen Friends of Dad’s Army Museum.
Im Jahre 1996 veröffentlichte Stephen Lowe eine Biografie über seinen Vater Arthur unter dem Titel Arthur Lowe – A Life im Verlag Nick Hern Books. Die Taschenbuchausgabe erschien ein Jahr später in Anspielung auf Lowes bedeutendste Rolle unter dem Titel Arthur Lowe – Dad’s Memory im Verlag Virgin Books. Eine zweite Biografie stammt von Graham Lord und wurde 2002 unter dem Titel Arthur Lowe – A Life That Led to Mainwaring im Verlag Orion Books publiziert.
Die halbstündige Fernsehbiografie The Unforgettable Arthur Lowe war 2000 Teil der The-Unforgettable…-Reihe über berühmte englische Komiker.

## Auszeichnungen
Arthur Lowe spielte 1973 in Regisseur Lindsay Andersons Komödie Der Erfolgreiche (O Lucky Man!) drei Nebencharaktere (Mr. Duff, Charlie Johnson und Dr. Munda) und erhielt für seine Leistung den britischen Filmpreis für den besten Nebendarsteller. Ebenfalls nominiert waren Ian Bannen für Sein Leben in meiner Gewalt (The Offence), Michael Lonsdale für Der Schakal (The Day of the Jackal) und Denholm Elliott für Ein Puppenheim (A Doll's House).
Society of Film and Television Arts (später BAFTA Award)
- 1973: Bester Nebendarsteller (Best Actor in a Supporting Role) für Der Erfolgreiche (O Lucky Man!)

Lowe war zwischen 1969 und 1977 insgesamt sechsmal für einen BAFTA-TV-Award nominiert, darunter allein fünfmal für seine Rolle in Dad’s Army.

## Filmografie (Auswahl)

### Filme
| - 1948: London Belongs to Me - 1949: Adel verpflichtet (Kind Hearts and Coronets) - 1949: Der Meisterdieb von Paris (The Spider and the Fly) - 1951: To Live in Peace - 1954: Final Appointment - 1955: Breakaway - 1955: Reluctant Bride - 1955: Passage of Arms - 1955: One Way Out - 1956: Der grüne Mann (The Green Man) - 1958: Stormy Crossing - 1962: Diebe haben Vorfahrt (Go to Blazes) - 1963: Lockender Lorbeer (This Sporting Life) - 1965: You Must Be Joking! - 1967: The White Bus - 1968: If… - 1969: It All Goes to Show - 1969: Danach (The Bed Sitting Room) - 1970: Hering und Portwein (Spring and Port Wine) | - 1970: Some Will, Some Won't - 1970: Fragment of Fear - 1970: The Rise and Rise of Michael Rimmer - 1971: William Webb Ellis, Are You Mad? - 1971: A Hole Lot of Trouble - 1971: Dad’s Army - 1972: Adolf Hitler – My Part in His Downfall - 1972: The Ruling Class - 1973: Bitte keinen Sex, wir sind Briten (No Sex Please: We're British) - 1973: Theater des Grauens (Theatre of Blood) - 1973: Der Erfolgreiche (O Lucky Man!) - 1976: Vagabund in tausend Nöten (The Bawdy Adventures of Tom Jones) - 1977: Sherlock Holmes oder der sonderbare Fall vom Ende der Zivilisation (The Strange Case of the End of Civilization as We Know It) - 1979: Der König von Narnia (The Lion, the Witch & the Wardrobe, Sprechrolle) - 1979: Tödliche Botschaft (The Lady Vanishes) - 1980: Sweet William - 1982: Britannia Hospital |

### Fernsehserien
- 1954: The Three Musketeers
- 1960–1965: Coronation Street (197 Folgen)
- 1960–1968: Armchair Theatre
- 1961: Die Verfolger (The Pursuers; 1 Folge)
- 1965–1966: Pardon the Expression
- 1967: Turn Out the Lights
- 1967: Mit Schirm, Charme und Melone (The Avengers; 1 Folge)
- 1968–1977: Dad’s Army
- 1971: Doctor at Large
- 1971–1972: The Last of the Baskets
- 1972: It's Murder But Is It Art
- 1974: Microbes and Men
- 1974: David Copperfield
- 1978–1981: Bless Me Father
- 1979–1980: Potter
- 1982: A.J. Wentworth, BA

### Allgemeine Biografiequellen
1. ↑  John Oliver: Arthur Lowe (Biography). Abgerufen am 26. August 2010 (englisch).
2. ↑  Nachruf auf Arthur Lowe. In: this is Announcements. 6. August 2008, abgerufen am 26. August 2010 (englisch).
3. ↑  Laurence Marcus: TV Greats: Arthur Lowe. In: Television Heaven. 22. August 2004, archiviert vom Original am 20. Oktober 2010; abgerufen am 17. März 2024 (englisch).